# Murgács János
Murgács János, Ján Murgaš, további névváltozatok: Murgasch, Murgáč, Murgaschius (17. század) evangélikus lelkész. 

## Élete
Háji (Turóc megye) származású. Besztercebányán tanult, 1666. november 11-én iratkozott be a wittenbergi egyetemre. Azután pap volt Füleken (Nógrád vármegye), majd Szelecen (Trencsén vármegye), honnét 1673-ben a vallásüldözéskor kiűzték, mire külföldre menekült; Burgersdorfban tanító volt és ott is halt meg.

## Művei
- Sacra Disquisitio, de Natvra Fidei Justificae, Quam sub auspicijs S. S. Trinitatis, In Montano Novisoliensi Athenaeo, publicae & placidae… censurae submittit M. Johannes Heinzelius… Ejusd. Athenaei Rector; Respondente Johanne Murgaschio… Ad diem 13. Maji Anno M. DC. LXVII. Leutschoviae.
- Συζητησις Theologica De Spiritu Sancto, Qvam ejvs favente gratia In Florentissima ad Albim Sub Praesidio… Johannis Deutschmann… submittit Johannes Murgaschius… Ad D. XIIX. Kal. Maj… Wittebergae, 1668.
- Collegii Synoptici Ex Logica Disputatio I. sistens Praecognita Logices Qvam Praeside M. Georgio Wagnero… D. 23. Decembr. Ann. Christ: M. DC. LXVIII. Wittebergae.
- Rectoratus Burgersdorfensis Dulce Amarum Scholasticum… Hamburgi, Anno, qvo innocenter EXVLes traDVCIMVr (1676).